# Тъмни кръгове под очите
.

## Причини

### Алергии, астма и екзема
Всяко състояние, което причинява сърбеж в очите, може да допринесе за по-тъмните кръгове поради триене или надраскване на кожата около тях. Особено страдащите от сенна хрема ще ги забележат под очите по време на сезона на алергията.

### Медикаменти
Всяко лекарство, което причинява дилатация на кръвоносните съдове, може да доведе до потъмняване на зоната под очите.

### Анемия
Липсата на хранителни вещества в храната или липсата на балансирана диета може да допринесе за оцветяване на зоната под очите. Смята се че недостигът на желязо е най-често срещаният вид анемия и това състояние е причина да не достига достатъчно кислород до тъканите на тялото.
Кожата може също да стане по-бледа по време на бременност и менструация (поради липса на желязо), което позволява подлежащите вени под очите да станат по-видими.

### Умора
Недостатъчен сън и умствената умора могат да предизвикат бледност на кожата, позволявайки на кръвта под кожата да стане по-видима и да изглежда по-синя или по-тъмна. 

### Възраст
Тъмните кръгове вероятно ще станат по-забележими и постоянни с възрастта. Това е така, тъй като хората когато остаряват кожата им губи колаген, става тънка и по-прозрачна. Кръговете могат също постепенно да започнат да се появяват по-тъмни покрай едното око от другото в резултат на някои обичайни изражения на лицето, като например неравномерна усмивка.

### Периорбитална хиперпигментация
Периорбиталната хиперпигментация е когато около очите се произвежда повече меланин, отколкото е обичайно, което дава по-тъмен цвят.